# Wilhelm Rietze

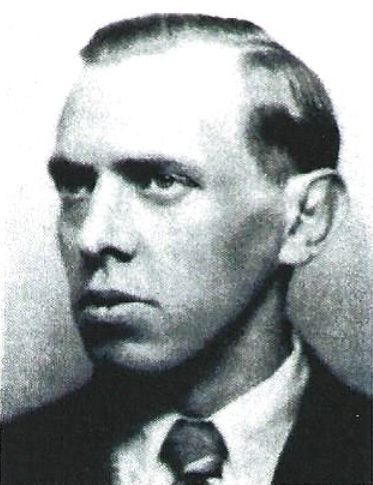
Wilhelm Rietze

Wilhelm Heinrich Rietze (* 10. Oktober 1903 in Köpenick bei Berlin; † 28. August 1944 in Brandenburg-Görden) war ein deutscher Kommunist und Widerstandskämpfer gegen den Nationalsozialismus.

## Leben
Rietze wuchs im Prenzlauer Berg in einer Arbeiterfamilie auf. Sein Vater starb bereits früh, die Mutter verdiente als Wasch- und Zeitungsfrau das Nötigste für sich und ihre insgesamt fünf Kinder. Die Kinder halfen der Mutter durch Zeitungsaustragen vor der Schule und durch die Auslieferung der fertigen Wäsche am Nachmittag. Wilhelm Rietze besuchte mit Erfolg die achtklassige Volksschule und schloss 1922 eine Lehre als Kunstschlosser ab. Er wurde immer wieder „wegen fehlender Arbeit“ entlassen. Er arbeitete als Brenner, Kunstschlosser und Gürtler. Rietze wurde Mitglied im Deutschen Metallarbeiterverband (DMV) und im Arbeitersportverein „Fichte“. Er war Mitglied des Sportvereins „Nordwest“. Als Ringer begegnete er dem mehrfachen deutschen Meister und Olympiavierten von 1936, dem Kommunisten Werner Seelenbinder. 1930 trat Rietze der Kommunistischen Partei Deutschlands (KPD) bei, 1931 wurde er Mitglied der Revolutionären Gewerkschafts-Opposition (RGO). Er leitete eine Straßenzelle der KPD.
Nach der „Machtergreifung“ der Nationalsozialisten 1933 war Rietze im kommunistischen Widerstand aktiv. Unter dem Pseudonym „Otto“ war er Organisationsleiter des Unterbezirks Berlin-Prenzlauer Berg der KPD und an der Verbreitung illegaler Druckschriften beteiligt. Am 29. Januar 1934 wurde er verhaftet und ins KZ Columbiahaus verbracht, wo er brutal misshandelt wurde. Als Spätfolge dieser Misshandlungen musste sich Rietze im Jahr 1940 vierzehn Zähne des Ober- und weitere zehn Zähne des Unterkiefers erneuern lassen. Das Kammergericht verurteilte Rietze wegen eines „hochverräterischen Unternehmens“ zu drei Jahren Zuchthaus. Im Zuchthaus Luckau kam Rietze mit Heinrich Preuß, Robert Uhrig und Franz Mett zusammen.
Nach seiner Entlassung am 1. August 1937 arbeitete Rietze in der von Uhrig gebildeten und geleiteten illegalen KPD-Organisation mit. Gemeinsam mit Preuß und Mett baute Rietze erfolgreich Verbindungen in Betriebe auf, leitete dort illegale Gruppen an, übermittelte ihnen Flugblätter und Mitteilungen. Nach Ausbruch des Krieges agitierten sie in Rüstungsbetrieben gegen den Krieg und für die Sabotage der Kriegsproduktion. Rietze hielt dabei die Verbindung zu den Widerstandsgruppen in der AEG-Turbinenfabrik in Moabit, im AEG-Kabelwerk Oberspree (KWO) sowie in der Knorr-Bremse AG in Lichtenberg und der Bamag-Meguin AG. Als Instrukteur war er zudem für die kommunistische Zelle der Osram GmbH in Berlin verantwortlich. Rietze gewann insbesondere im KWO weitere Kämpfer gegen das NS-Regime.
Rietze wurde am 4. Februar 1942 im Zuge der Aufdeckung der Uhrig-Organisation erneut verhaftet. Er war zunächst im KZ Sachsenhausen inhaftiert, bevor er am 15. Februar 1944 angeklagt wurde. Am 6. Juli 1944 wurde Rietze vom „Volksgerichtshof“ wegen Vorbereitung zum Hochverrat „unter erschwerenden Umständen und Feindbegünstigung im Kriege“ zum Tode verurteilt.
Neben ihm wurden weitere acht der elf Mitangeklagten zum Tode verurteilt: Charlotte Eisenblätter, Ernst Knaack, Helmut Masche, Fritz Plön, Kurt Ritter, Heinrich Preuß, Fritz Siedentopf sowie Elfriede Tygör.
Rietze wurde am 28. August 1944 im Zuchthaus Brandenburg-Görden mit dem Fallbeil hingerichtet.

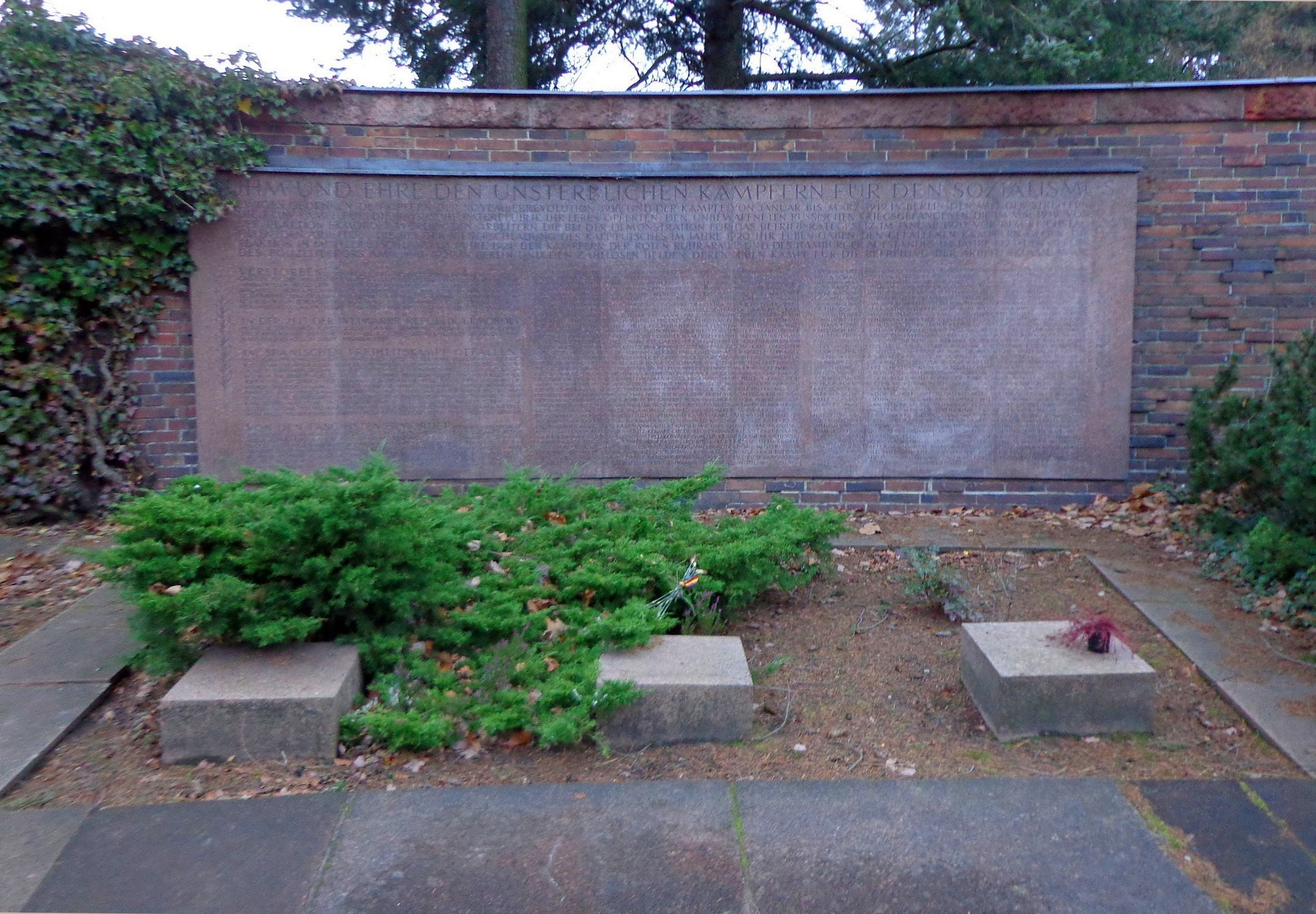
Gedenkstätte der Sozialisten, Porphyr-Gedenktafel an der Ringmauer mit Urnensammelgrab

Nach der Hinrichtung wurde sein Leichnam im Krematorium Brandenburg verbrannt. Im Jahr 1946 wurden zahlreiche Urnen mit der Asche von in der Zeit des Nationalsozialismus hingerichteten Widerstandskämpfern aus den damaligen Berliner Bezirken Lichtenberg, Kreuzberg und Prenzlauer Berg auf den Zentralfriedhof Friedrichsfelde überführt, von denen besonders viele im Zuchthaus Brandenburg-Görden enthauptet worden waren. Ihre sterblichen Überreste fanden schließlich in der 1951 eingeweihten Gedenkstätte der Sozialisten (Urnensammelgrab bei der großen Porphyr-Gedenktafel auf der rechten Seite der Ringmauer) ihren endgültigen Platz. Neben Wilhelm Rietze erhielten auf diese Weise auch viele andere Widerstandskämpfer eine würdige Grabstätte und einen Gedenkort.

## Ehrungen

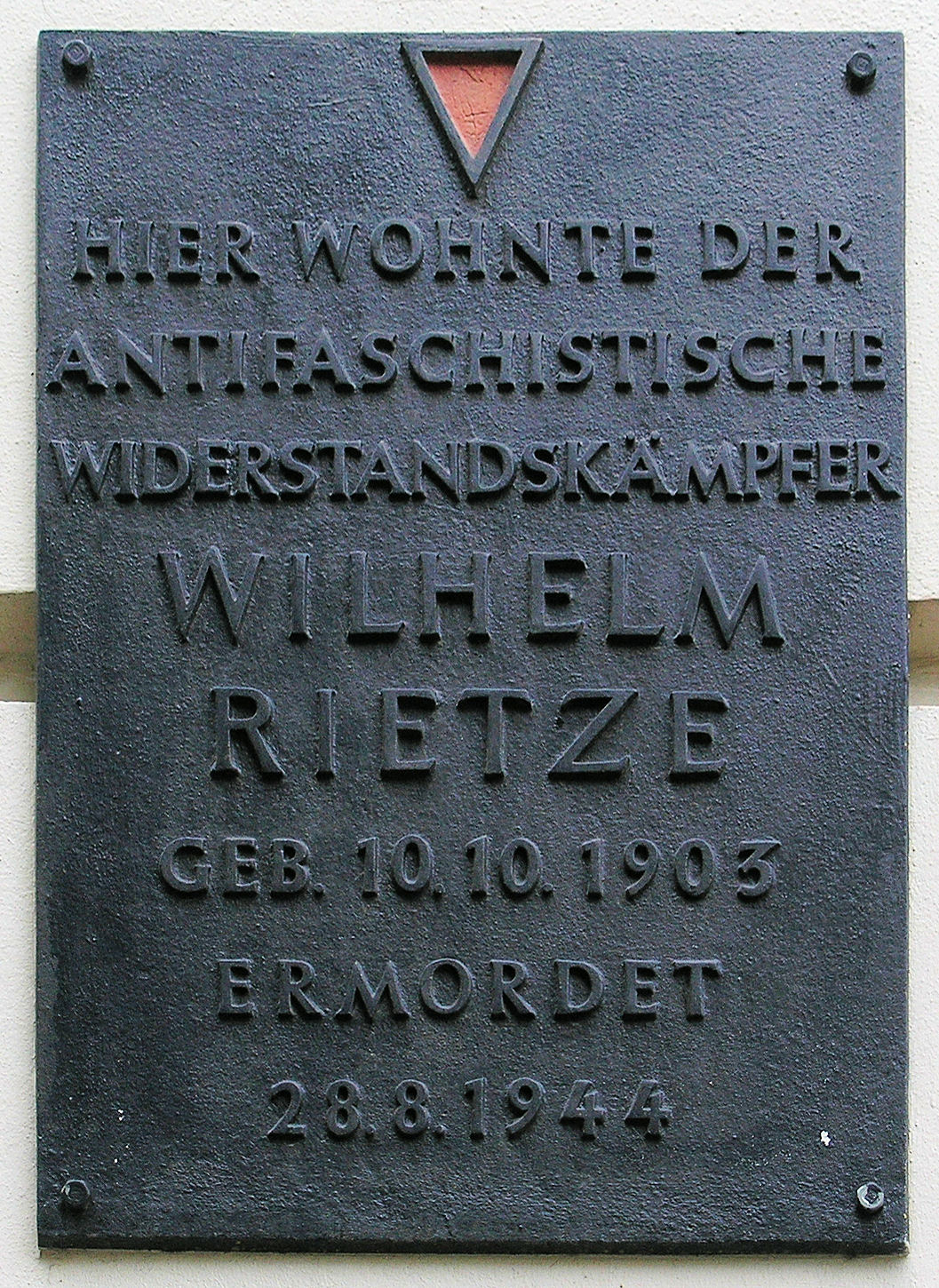
Gedenktafel in der Dunckerstraße 13 im Prenzlauer Berg

- Rietze wohnte in der Dunckerstraße 13 im Prenzlauer Berg, wo seit 1977 eine Gedenktafel an ihn erinnert.
- Die Rietzestraße im Prenzlauer Berg erhielt am 30. Januar 1952 seinen Namen.